# 23. српска бригада НОВЈ
Двадесет трећа српска бригада формирана је у процесу који је трајао од 2. до 15. септембра 1944. у подручју села Скробнице и Трговишта код Сокобање.
Језгро за формирање бригаде чинили су Нишки партизански батаљон (одред), формиран 5. јула 1944. године из састава 14. српске бригаде, Бољевачки партизански батаљон, формиран 21. јула исте године из састава 9. српске бригаде, и Тимочки партизански батаљон, формиран 23. јула 1944. године, такође из састава 9. српске бригаде.
Услед сталних борби није одржан скуп свих јединица ради проглашења бригаде, већ су батаљони формирани посебно и стављени под команду штаба. 12. септембра бригада је бројала 1.250 бораца. Формирањем је бригада, уз 20. и 24. српску, ушла у састав 45. српске дивизије НОВЈ.
Бригада је формирана током наступања 1. брдске и 7. СС дивизије у источну Србију. Након краткотрајног боравка у ослобођеном Књажевцу, бригада је у саставу своје дивизије имала задатак да врши притисак на гарнизон у Књажевцу и околне комуникације.
Током наступања Црвене армије 45. дивизија дејствовала је на комуникације јужно од пута Зајечар - Параћин у циљу слабљења немачке одбране. Након ослобођења Књажевца бригада је, у саставу 45. дивизије, учествовала у Нишкој операцији.
Средином новембра бригада је са дивизијом вршила притисак са севера на пут извлачења корпуса Милер са Краљевачког мостобрана преко Љубовије. Уследио је прелазак Дрине 18/19. децембра и тешке вишемесечне борбе у источној Босни у саставу Јужне оперативне групе и Друге армије ЈА.
Након ослобођења Брчког, бригада је у саставу 45. дивизије учествовала у завршним операцијама 2. армије. Била је међу првим јединицама које су ушле у Загреб 8/9. маја. Борбени пут завршила је 15. маја у околини Граца у Аустрији.
Приликом припреме монографије о бригади, установљена су имена и биографски подаци 475 бораца бригаде погинулих у борбама.